# 신사협정 (영화)
《신사협정》(Gentleman's Agreement)은 1947년에 개봉한 엘리아 카잔 감독의 멜로/로맨스 영화이다. 로라 Z. 호브슨의 동명 소설이 원작으로, 반유대주의에 관한 글을 쓰게 된 작가의 이야기를 다룬다. 그레고리 펙, 도로시 맥과이어, 존 가필드가 출연하였다.

## 줄거리
홀아비가 된 언론인 필립 슈일러 그린은 나이 든 어머니와 어린 아들 토미와 함께 뉴욕으로 이사한다. 필은 잡지 발행인 존 미니피를 만나는데, 미니피는 비유대인인 그린에게 반유대주의에 대한 기사를 써달라고 요청한다. 처음에는 그 이야기에 열정적이지 않았다.
점심 파티에서 필은 미니피의 조카 캐시 레이시를 만나는데, 그녀가 사실 그 이야기 아이디어를 제안한 사람이었다. 다음 날, 집에서 필은 그 아이디어가 "여자"에게서 나왔다는 것을 알고 놀랐다고 인정한다. 그의 어머니는 그의 여성 혐오 편견을 비웃는다. 필은 아들에게 반유대인 편견을 설명하려고 노력한다. 이러한 주제를 설명하는 것이 얼마나 어려운지 깨닫고 그는 기사를 쓰기로 결정한다.
필과 캐시는 데이트를 시작하고 필은 신선한 관점에서 기사를 쓰기 위해 유대인 정체성을 채택한다. 그들은 필이 유대인이 아니라는 사실을 비밀로 하기로 동의한다. 겉보기에는 자유주의적 견해를 가진 것처럼 보이지만, 캐시는 필의 계획을 알고 깜짝 놀란다.
필은 비서 엘레인 웨일즈를 배정받는데, 그녀는 유대인으로 밝혀진다. 본명으로 지원했을 때는 잡지에 자리가 없다는 말을 듣고, 영국식 이름으로 다시 지원하여 고용되었다. 웨일즈의 경험을 필에게서 들은 미니피는 잡지에 유대인에게 개방적인 고용 정책을 채택하라고 지시한다. 필은 패션 편집자 앤 데트리를 만나는데, 그녀는 좋은 친구가 되고 잠재적으로 그 이상이 되며, 특히 필과 캐시 사이에 긴장이 고조된다.
제2차 세계 대전 복무를 마친 필의 어린 시절 친구 데이브 골드먼은 뉴욕으로 이사하여 가족을 위한 직업과 집을 찾으면서 그린 가족과 함께 산다. 유대인인 데이브도 반유대주의를 경험한다. 도시에 주택이 부족하지만, 모든 집주인이 유대인 가족에게 세를 주지 않기 때문에 그에게는 특히 어렵다.
기사를 조사하는 동안 필은 몇 차례의 편견을 겪는다. 필의 어머니가 심장 질환으로 병이 들었을 때, 의사는 유대인 이름의 전문가와 상담하는 것을 만류한다. 필이 유대인이라는 말을 들은 의사는 불편해하며 떠난다.
게다가 수위는 필이 우편함에 자신의 이름(그린) 아래에 유대인 이름(그린버그)을 추가한 것에 충격을 받는다. 더욱이 필이 고급 호텔에서 신혼여행을 축하하고 싶어 할 때, 지배인은 필을 등록하기를 거부하며 다른 곳으로 가라고 말한다.
토미도 이 때문에 괴롭힘의 대상이 된다. 필은 캐시가 토미를 위로하는 방식에 난감해한다. 캐시는 토미에게 "더러운 유대인"이라는 비난이 그가 유대인이 아니기 때문에 틀린 것이라고 말하고, 그 모욕적인 말 자체가 틀린 것이라고는 말하지 않는다.
캐시의 태도는 그녀와 필이 약혼을 발표할 때 더욱 드러난다. 그녀의 언니 제인은 그들을 대리엔에 있는 자신의 집에서 열리는 축하 행사에 초대한다. 대리엔은 유대인에게 환영받지 못하는 공동체로 알려져 있다. 어색한 상황을 두려워한 캐시는 가족과 친구들에게 필이 유대인인 척할 뿐이라고 말하고 싶어 하지만, 필은 그녀를 단념시킨다. 파티에서 모두가 필에게 친절했지만, 많은 사람들이 마지막 순간에 취소했다.
데이브는 가족을 위한 거처를 찾을 수 없어 직장을 그만둬야 할 것이라고 발표한다. 캐시는 대리엔에 비어 있는 오두막을 소유하고 있으며 필은 그것이 데이브의 문제에 대한 해결책이라고 생각한다. 그러나 캐시는 유대인 가족에게 세를 주어 이웃들을 불쾌하게 하고 싶지 않다. 필은 그녀와의 약혼을 파기하고 자신의 기사가 출판되면 뉴욕을 떠날 것이라고 발표한다. 기사가 나오자 잡지 직원들은 호평했다.
캐시는 데이브를 만나 파티 손님이 편견적인 농담을 했을 때 자신이 얼마나 역겨웠는지 말한다. 그러나 데이브가 그것에 대해 무엇을 했는지 물었을 때 그녀는 대답할 수 없다. 그녀는 침묵하는 것이 편견을 용인하는 것임을 깨닫는다.
다음 날, 데이브는 자신과 가족이 대리엔의 오두막으로 이사할 것이고 캐시는 그들이 잘 대우받는지 확인하기 위해 옆집 언니와 함께 이사할 것이라고 발표한다. 이에 감동한 필은 캐시와 화해한다. 심장 질환에서 아직 회복 중인 그의 어머니는 필에게 그의 기사가 미래에 대한 새로운 희망, 즉 회복을 위한 새로운 동기를 주었다고 말한다.

## 출연

### 주연
- 그레고리 펙 - 필립 스카일러 그린 역
- 도로시 맥과이어 - 캐시 레이시 역
- 존 가필드 - 데이브 골드먼 역

### 조연
- 설레스트 홈 - 앤 데트리 역
- 앤 리비어 - 그린 부인 역
- 준 해벅 - 일레인 웨일스 역
- 앨버트 데커 - 존 미니피 역
- 제인 와이엇 - 제인 역
- 딘 스톡웰 - 토미 그린 역
- 니컬러스 조이 - 크레이기 박사 역
- 샘 재피 - 프레드 리버먼 교수 역

## 기타
- 미술: 마크-리 커크
- 미술: 라일 R. 휠러
- 의상: 케이 넬슨

## 수상
오스카상 수상:
- 아카데미 작품상 – 20세기 폭스 (대릴 F. 재넉, 프로듀서)
- 아카데미 여우조연상 – 설레스트 홈
- 아카데미 감독상 – 엘리아 카잔

지명:
- 아카데미 남우주연상 – 그레고리 펙
- 아카데미 여우주연상 – 도러시 맥과이어
- 아카데미 여우조연상 – 앤 리비어
- 아카데미 편집상 – 하몬 존스
- 아카데미 각색상 – 모스 하트